# 骆洪年
骆洪年（1919年—1998年），原名骆英，曾用名骆广通，男，北京人，中国京剧演员，工丑角。